# ليوبوشا
ليوبوشا (بالسيريلية Љубуча) هي قرية في البوسنة والهرسك. وهي تقع في بلدية كونييتش التابعة لكانتون الهرسك-نيريتفا في اتحاد البوسنة والهرسك، تقع القرية على نهر نيريتفا. طبقا لنتائج تعداد البوسنة عام 2013 فقد كان عدد سكانها 33 نسمة.

## التركيبة السكانية

### التطور التاريخي للسكان
| 1961 | 1971 | 1981 | 1991 | 2013 |
| ---- | ---- | ---- | ---- | ---- |
| 193  | 175  | 138  | 86   | 33   |

## وصلات خارجية
- Maplandia (بالإنجليزية)